# 任和鈞
任和鈞（1953年—2008年），生於台灣台北市，台灣資本家，曾任新竹玻璃公司董事長，後捲款潛逃至美國。

## 生平
任和鈞之父為任顯群，其母顧正秋為任顯群婚外同居对象。1953年4月，吳國禎辭卸台灣省主席職務，任顯群同時辭職。10月10日，顧正秋在家中低調擺設酒宴。同年，任和鈞出生。
1978年，中華民國政府將新竹玻璃公司民營化，任和鈞與新光集團吳火獅爭奪公司所有權，成為新聞事件。之後任和鈞成為新竹玻璃公司董事長。
1985年，新玻公司股票嚴重下跌，銀行收縮融資額度。任和鈞挪用公款購買新玻股票，遭套牢。7月，新玻台北總公司凍結發放員工薪水。8月，任和鈞攜帶公司現金及兩間工廠一千兩百多名員工的薪水，共近一億八千餘萬元，帶妻女潛逃出境，定居美國休士頓。其後，新玻公司內部趁任和鈞潛逃之際，爆發一連串股票盜賣與侵佔案件。
2008年，任和鈞在美國過世。台北地院因此將其侵占罪判決免訴。

## 家庭
任和鈞原配李蒂華，兩人生有二女，任圓圓、任婷婷。1985年，隨其父一同移居美國。
任和鈞在美國結識二房林秀蓮，1989年，兩人在美國結婚，生下一子一女。2013年，其子女至台灣提起確認親子關係訴訟，聲稱其母在美國時，因為相信任和鈞已離婚，兩人才因此結婚。因為任和鈞的法定妻子仍是李蒂華，二房子女希望認祖歸宗，因此提起訴訟。2014年，顧正秋同意提供DNA，確認血緣關係，台北地院判決二房子女勝訴，仍可上訴。